# Epilobium nevadense
Epilobium nevadense är en dunörtsväxtart som beskrevs av Philip Alexander Munz. Epilobium nevadense ingår i släktet dunörter, och familjen dunörtsväxter. Inga underarter finns listade i Catalogue of Life.